# رالف شميت
رالف شميت (بالألمانية: Ralf Schmidt)‏ (9 أكتوبر 1985 بينا في ألمانيا - ) هو لاعب كرة قدم ألماني في مركز الدفاع. لعب مع كارل زايس يينا ونادي نورنبرغ.

## وصلات خارجية
- رالف شميت على موقع قاعدة بيانات كرة القدم.إي يو (الإنجليزية)
- رالف شميت على موقع بيانات كرة القدم. دي إي (الألمانية)